# جواهر صاحبوف
جواهر صاحبوف (ازبکی: Javohir Sohibov) زاده یکم مارس ۱۹۹۵ بازیکن فوتبال در نقش هافبک در باشگاه فوتبال پخته‌کار شاغل در لیگ ازبکستان است.